# Os Bandoleiros

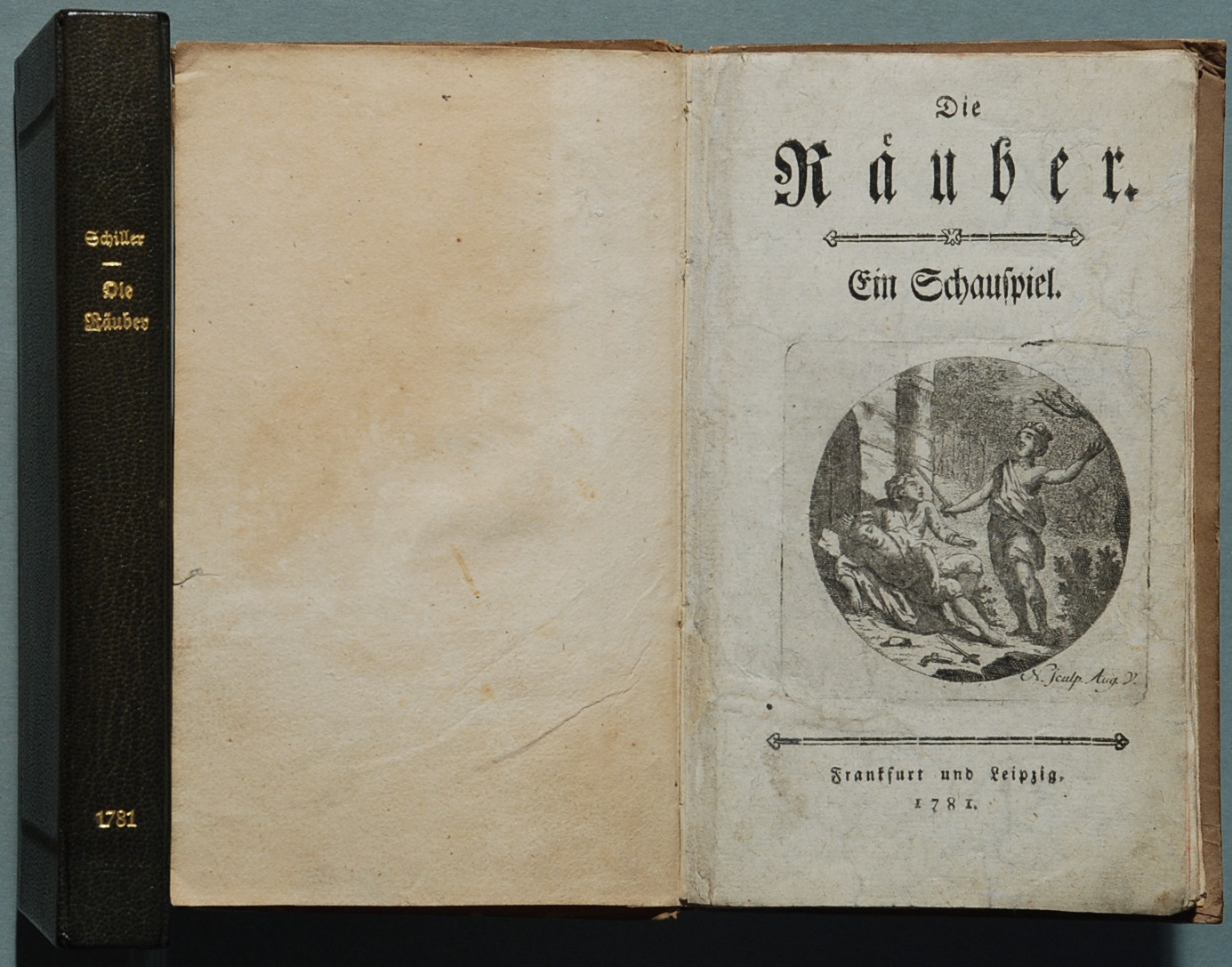
Versão original do livro.

Os Bandoleiros (no original, em alemão, Die Räuber) é uma peça teatral em cinco atos, escrita por Friedrich von Schiller. É considerada uma das obras-primas do Sturm und Drang. 
Foi a primeira peça dramática de  Schiller. Publicada em 1781, estreou em 13 de janeiro de 1782, em Mannheim. Foi inspirada em Júlio de Taranto, uma peça anterior, de Leisewitz. 
Foi escrita na fase final do movimento Sturm und Drang ("Tempestade e ímpeto"), e muitos críticos, como Peter Brooks, consideram-na muito influente no desenvolvimento do melodrama europeu. A peça surpreendeu o público de Mannheim e fez de Schiller uma sensação da noite para o dia. Mais tarde, esse drama de Schiller seria a base da ópera homônima de Giuseppe Verdi, I masnadieri.

## Sinopse
Os Bandoleiros é a primeira obra famosa de  Schiller. Conta a história do conflito entre dois irmãos aristocratas, Karl e Franz Moore. 